# Бимиш
Бимиш (Бимиш стаут) (англ. Beamish (Beamish stout)) — ирландский стаут (тёмное пиво). Бимиш обладает мягким вкусом и является плотным стаутом с поджаренным хмелем, солодом и шоколадными вкусовыми нотами. Имеет крепость до 4,3 %.

## История
Beamish начал производиться в пивоварне Cork Porter Brewery, основанной Уильямом Бимишем, Уильямом Кроуфордом, Ричардом Барретторм и Дигби О’Брайеном 13 января 1792 года в графстве Корк в Ирландии. К 1805 году производство достигло 100 тысяч баррелей в год.
В 2008 году владельцами пивоварни стал консорциум Heineken и Carlsberg. С 2009 года пиво Beamish недоступно на международном рынке, но продолжает продаваться в Ирландии как в пабах, так и в пивных банках. Пивоварня была закрыта, а производство перенесено на пивоварню в Блэкпуле, к северу от Корка.